# Rebecca (film)
Rebecca är en Oscarvinnande romantisk psykologisk thriller från 1940 i regi av Alfred Hitchcock. Filmen var Hitchcocks första i USA och bygger på den brittiska författaren Daphne du Mauriers roman med samma namn från 1938. Filmen producerades av David O. Selznick. med manus av Robert E. Sherwood och Joan Harrison. I huvudrollerna ses Laurence Olivier som den aristokratiska änkemannen Maxim de Winter och Joan Fontaine som hans unga nya fru. I övriga roller märks Judith Anderson som hushållerskan Mrs. Danvers och George Sanders som Rebeccas kusin Jack.
Filmen är en gotisk berättelse grundad och med ständiga anspelningar, på minnena av titelkaraktären Rebecca, vilken fortfarande, långt efter sin död, tycks kontrollera sin efterlevande man, dennes nya fru, och hushållerskan i deras bostad, Manderley.

## Handling

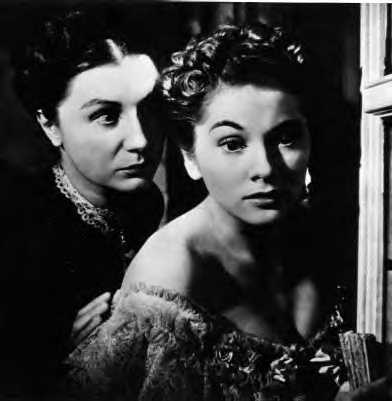
Mrs. Danvers och Mrs. de Winter.

Filmen berättas ur en ung vacker föräldralös kvinnas perspektiv och kan sägas vara indelad i tre delar, varav den mycket suggestiva otäcka mittdelen utgör filmens tyngdpunkt. Joan Fontaine spelar en ung kvinna som arbetar som sällskapsdam till den rika damen Mrs. Van Hopper (Florence Bates). 
Hon träffar den rika änklingen och ägaren till det enorma Manderleygodset i Cornwall, George Fortescue Maximilian "Maxim" de Winter (Laurence Olivier) i Monte Carlo. Via andras skvaller får hon höra att de Winter är helt nedbruten sedan hans hustru, den vackra Rebecca, som haft flicknamnet Hildreth, omkommit i en tragisk olycka. De blir trots detta kära i varandra och bestämmer sig hastigt för giftermål.
Maxim tar med sin nya fru till sin bostad Manderley, där hans förste betjänt Mr. Firth behandlar den nya Mrs. de Winter vänligt och artigt, vilket emellertid inte är fallet med herrgårdens kvinnliga chef, Mrs. Danvers (Judith Anderson), en kuslig och dyster alltid mörkklädd kvinna som ständigt talar om den första Mrs. de Winter, Rebecca, som dött ett år tidigare under mystiska omständigheter ombord på en liten båt.
Det visar sig efterhand att Mrs. Danvers är sjukligt besatt av Rebecca på alla sätt och vis, och bevarar och sköter fortfarande om hennes tidigare sovrum. Det är underförstått att hon var Rebeccas guvernant innan Rebecca gifte sig. Sakta men säkert försöker Mrs. Danvers att bryta ner den nya Mrs. de Winter - vars namn aldrig omnämns i filmen, varken förnamn eller flicknamn. Att Rebecca istället nämns allt mer ofta förstärker i hög grad filmens suggestiva och dunkla budskap. Slutligen tar Mrs. Danvers steget fullt ut och uppmanar den nya Mrs. de Winter att begå självmord. Detta lyckas nästan, men förhindras i sista sekunden av ett skeppsbrott och allmän uppståndelse.
I samband med detta skeppsbrott upptäcker dykare dock den båt som Rebecca använt sig av när hon dog. Detta blir inledningen till filmens tredje fas, ett slags kriminaldrama där Maxim de Winter anklagas för att ha mördat Rebecca. I filmens avslutande scener återkommer berättelsen till det dystra Manderley och Mrs. Danvers.

## Rollista
- Laurence Olivier - George Fortescue Maximilian "Maxim" de Winter
- Joan Fontaine - den andra mrs. de Winter
- George Sanders - Jack Favell
- Judith Anderson - mrs. Danvers
- Gladys Cooper - Beatrice Lacy
- Nigel Bruce - major Giles Lacy
- Reginald Denny - Frank Crawley
- C. Aubrey Smith - överste Julyan
- Melville Cooper - rättsläkaren
- Florence Bates - mrs. Edythe Van Hopper
- Leonard Carey - Ben
- Leo G. Carroll - dr. J.L. Baker
- Edward Fielding - mr. Frith
- Lumsden Hare - mr. Tabb
- Forrester Harvey - Chalcroft
- Philip Winter - Robert
- Mary Williams - husa
- Keira Tate - husa
- Rose Trace - husa
- Sandra Phillip - husa
- Kelly Sanderton - husa
- Herietta Bodvon - husa

## Produktion och mottagande
Filmen är med sina 2 timmar och 4 minuter mycket lång för sin tid och nationalitet. (I Europa finns ett flertal längre filmer redan från 1920-talet regisserade av bland andra Fritz Lang). Till skillnad från den tidens normala sätt att göra film, dröjer det innan handlingen får sin egentliga form. 
Producenten David O. Selznick var 1940 en av filmindustrins mest inflytelserika medlemmar, efter framgångar med bland andra filmen Borta med vinden (1939), men Alfred Hitchcock anses med Rebecca vara den förste regissören av betydelse i Hollywood. I filmens barndom kunde samma film regisseras av ett otal regissörer, det var producenten som styrde och ställde. Det sättet att göra film, där producenten avskedade och tillsatte regissörer efter eget tycke och smak, föll snabbt ihop under åren som följde.

## Mottagande
Filmen nominerades till 11 Oscars för bland annat bästa regi till Hitchcock, bästa huvudroller till Laurence Olivier och Joan Fontaine, bästa kvinnliga biroll till Judith Anderson och bästa manus efter förlaga. Den vann till slut två Oscars för bästa film och bästa foto – svartvitt, och blev därmed den enda filmen av Hitchcock att vinna Oscar för bästa film.  

### Utmärkelser
| Priser och nomineringar | Priser och nomineringar      | Priser och nomineringar              | Priser och nomineringar | Priser och nomineringar |
| Utmärkelse              | Kategori                     | Mottagare                            | Resultat                |                         |
| ----------------------- | ---------------------------- | ------------------------------------ | ----------------------- | ----------------------- |
| Oscar                   | Bästa film                   | Selznick International Pictures      | Vann                    |                         |
| Oscar                   | Bästa foto – svartvitt       | George Barnes                        | Vann                    |                         |
| Oscar                   | Bästa regi                   | Alfred Hitchcock                     | Nominerad               |                         |
| Oscar                   | Bästa manliga huvudroll      | Laurence Olivier                     | Nominerad               |                         |
| Oscar                   | Bästa kvinnliga huvudroll    | Joan Fontaine                        | Nominerad               |                         |
| Oscar                   | Bästa kvinnliga biroll       | Judith Anderson                      | Nominerad               |                         |
| Oscar                   | Bästa manus efter förlaga    | Robert E. Sherwood och Joan Harrison | Nominerad               |                         |
| Oscar                   | Bästa filmmusik              | Franz Waxman                         | Nominerad               |                         |
| Oscar                   | Bästa scenografi – svartvitt | Lyle R. Wheeler                      | Nominerad               |                         |
| Oscar                   | Bästa klippning              | Hal C. Kern                          | Nominerad               |                         |
| Oscar                   | Bästa specialeffekter        | Jack Cosgrove och Arthur Johns       | Nominerad               |                         |